# Koludarc
Koludarc je otočić u Jadranskom moru. Pripada Kvarnerskoj skupini otoka, točnije cresko-lošinjskom otočju.

## Smještaj
Nalazi se neposredno uz zapadnu obalu otoka Lošinja, zatvarajući Luku Mali Lošinj.
Zapadno od Koludarca je otočić Murtar i otvoreno more. Sa sjeverne, istočne i jugozapadne strane je okružen otokom Lošinjem. S južne strane se nalazi Prolaz Most.

## Odlike
Njegova površina iznosi 0,784 km². Dužina obalne crte iznosi 4,89 km.
Najviši vrh otočića iznosi 50 m.
Ima oblik slova "L". Najsjevernija točka je rt Križ na kojem se nalazi i maleni zeleni svjetionik koji služi sigurnom uplovljavanju u Luku Mali Lošinj. U nju je osim sa sjeverne strane Koludarca moguće ući i s južne, ali je tamo jako plitko pa je moguć prolazak samo manjih brodica. Najjužnija točka otočića je rt Kraljevac, a do njega je i istoimena uvala.
Otočić je nenaseljen, ali na njemu postoji više objekata pretežno za njegovo gospodarsko iskorištavanje.  